# Wolf Trap National Park for the Performing Arts
Il Wolf Trap National Park for the Performing Arts, conosciuto localmente nella zona di Washington D.C. semplicemente come Wolf Trap, è un centro di arti dello spettacolo situato su 117 acri (47 ettari) di parco nazionale nella Contea di Fairfax, Virginia, vicino alla città di Vienna. Tramite un accordo e con la collaborazione del National Park Service e la no-profit Wolf Trap Foundation for the Performing Arts, il Parco offre sia risorse naturali che culturali.
Il Wolf Trap National Park for the Performing Arts ebbe inizio come una donazione di Catherine Filene Shouse. Strade e periferie che sconfinavano indussero la signora Shouse a proteggere questa ex fattoria trasformandola in un parco. Nel 1966 il Congresso accettò il dono della signora Shouse e autorizzò il Wolf Trap Farm Park (il suo nome originale) come il primo parco nazionale per le arti dello spettacolo. Il 21 agosto 2002 il nome del parco fu cambiato in quello attuale, riflettendo così la sua missione e mantenendo nel contempo il significato storico di questa zona.

## Fondazione Wolf Trap per le Arti dello Spettacolo
Il Wolf Trap Foundation for the Performing Arts è una organizzazione senza scopo di lucro fondata da Caterina Filene Shouse in concomitanza con la donazione della sua Wolf Trap Farm al National Park Service.  Il Parco è gestito come un partenariato pubblico-privato tra il Park Service e la Fondazione. Il primo fornisce il personale e gestisce parco mentre la seconda produce e presenta gli spettacoli ed i programmi di educazione.
La Fondazione presenta spettacoli nel Filene Center da maggio a settembre e al The Barns at Wolf Trap per tutto l'anno. Quest'ultimo locale è adiacente al primo, ma al di fuori del parco vero e proprio. Inoltre la Fondazione gestisce la Wolf Trap Opera Company, una società residente per giovani cantanti lirici.
I programmi educativi della Fondazione, che è anch'essa adiacente ma al di fuori del parco vero e proprio, comprendono l'Istituto Nazionale Wolf Trap per Imparare Facilmente tramite le arti, un programma universitario riconosciuto a livello nazionale ed il Teatro per i Bambini nel Bosco. Quest'ultimo luogo degli spettacoli si trova nel parco vero e proprio.

## Locali per gli spettacoli
Attualmente il Parco Nazionale Wolf Trap per le Arti dello Spettacolo organizza e gestisce diverse sedi e strutture distinte come parte di tutto il parco. Queste sono:

### Filene Center
Il Filene Center, così chiamato in onore dei genitori della signora Shouse, Mr. e Mrs. Lincoln Filene, è il principale locale degli spettacoli all'interno o all'aperto con posti a sedere per 7.000 spettatori sia al coperto che sul prato, in uno stile più casual. Le esibizioni vengono fatte ogni sera da maggio fino ai primi di settembre e coprono una vasta gamma di stili musicali, dalla musica country all'Opera.
Il Filene Center è stato parzialmente danneggiato da un incendio il 13 marzo 1971, prima della sua apertura in quello stesso anno. In tutto i danni ammontarono a circa $650.000. Nonostante questa battuta d'arresto, il Filene Center aprì nei tempi previsti il 1º luglio. Il 10 maggio si è tenuto un concerto di beneficenza presso la Constitution Hall di Washington D.C. a favore dello sforzo di ricostruzione e fu caratterizzato dalla presenza di Pierre Boulez, alla guida della New York Philharmonic Orchestra.

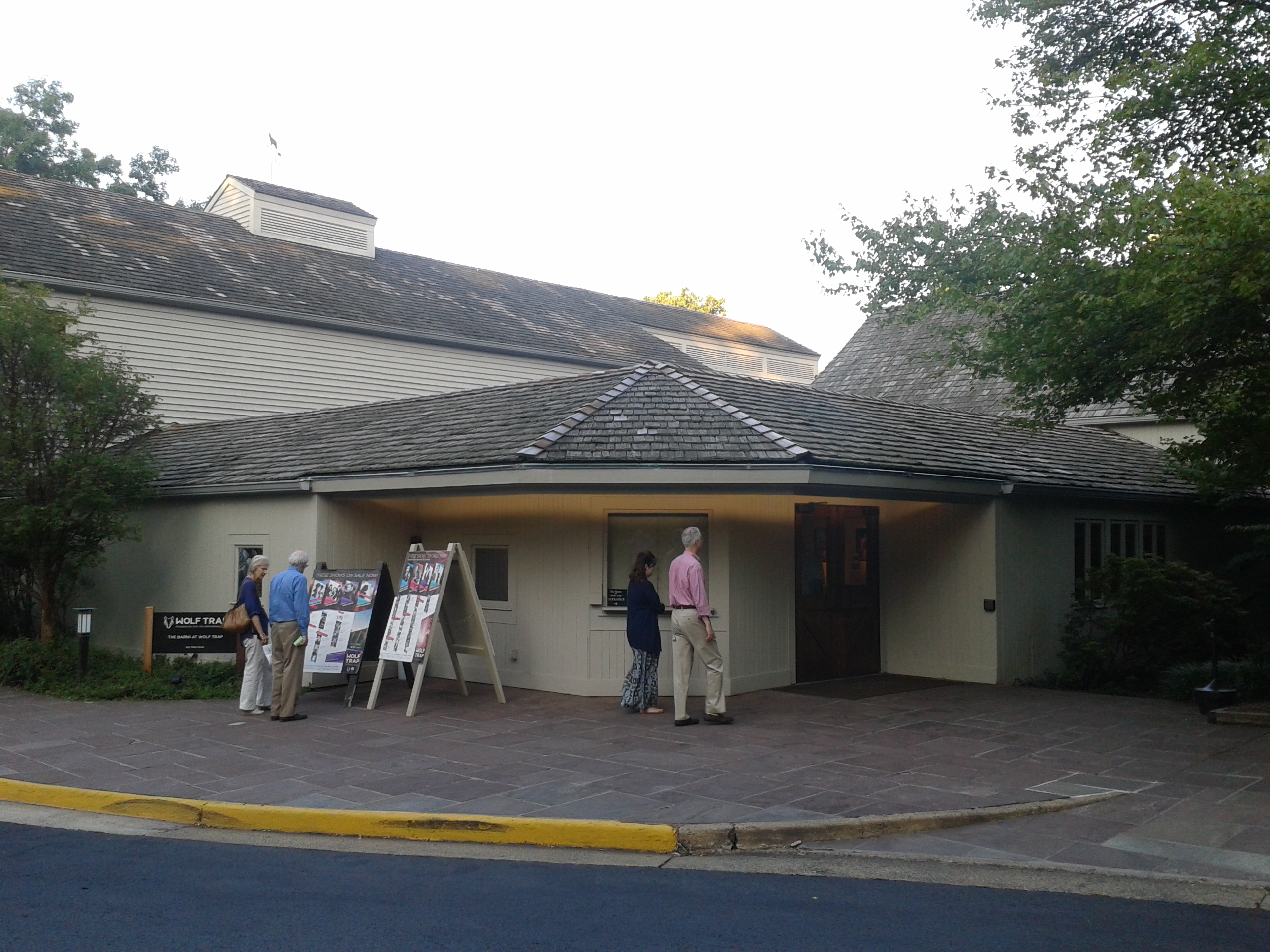
Entrata del The Barns at Wolf Trap prima di una esibizione.

Nell'estate del 1971 sessanta giovani interpreti musicali furono scelti per la formazione nella musica, danza e recitazione, per culminare in una produzione nella nuova concezione del Filene Center. L'apertura inaugurale della stagione fu ritardata di un mese a causa dell'incendio che distrusse gran parte del centro di recente costruzione. Quando il Filene Center fu finalmente completato, il teatro, costruito in cedro rosso dell'Oregon, era una struttura di dieci piani, dotata di un sistema di illuminazione computerizzato e sofisticate apparecchiature audio.
Il secondo Filene Center, costruito tra il 1982 e il 1984, è fatto di abete Douglas, con un soffitto in pino giallo. Esso comprende un sistema di rivelazione e soppressione fumi, così come il legno ignifugo, il tutto per un costo totale di $ 1,7 milioni. Il nuovo anfiteatro fu costruito anche dotato di un impianto sonoro ed apparecchi di illuminazione all'avanguardia. Il Filene Center ha una capienza di 7.000 spettatori, compresi i posti a sedere nel prato, che può andare bene diverse centinaia di persone in più, rispetto all'originale Filene Center. Rispetto all'originale, il secondo Filene Center contiene anche un migliore accesso per i disabili, così come spazio in più dietro le quinte per gli artisti e le attrezzature.
Oggi la capienza del Filene Center è di circa 7.000 posti, di cui circa 3.800 posti a sedere interni e 3.200 nel prato. Le dimensioni del palco principale sono metri 35 di larghezza × 19,5 di profondità × 31 di altezza.

### Teatro per bambini nel bosco
Con 70 spettacoli da fine giugno a inizio agosto il Teatro nel bosco per i bambini presenta spettacoli per famiglie alle 10:30 da martedì a sabato. In mezzo a 117 acri di boschi e immersa in un bosco ombroso, la scena è pronta per avventure animate di musica, danza, narrazione, burattini e teatro. Tutti gli spettacoli sono raccomandati per i bambini tra l'asilo e il 6º grado.
Nel 2011, il Teatro nel bosco è stato descritto dal The Washingtonian come l' "Estate più bella che abbiate mai passato se avete dei Piccoli". La stagione 2012 del Teatro nel bosco sarà caratterizzata da 34 spettacoli di "artisti locali, nazionali, internazionali ed artisti nominati ai Grammy, che rappresentano folk, "kindie-rock", narrazione, teatro, teatro dei burattini e la danza".

### Padiglione nel prato
Dalla nascita del parco nel 1971 fino al 2010, il Padiglione nel Prato, un palcoscenico coperto all'aperto adiacente al Teatro per bambini nel bosco, ha ospitato eventi per il Festival internazionale del bambino al Wolf Trap (noto come Giornata internazionale dei bambini, 1971-1974). Il Padiglione nel Prato non è stato utilizzato dal 2010, anche se è ancora in piedi e rimane a disposizione per il noleggio mediante la Fondazione Wolf Trap.
Il 6 marzo 1980 la torcia di un saldatore provocò un incendio al Padiglione, causando danni per circa $ 10.000.

## Storia

### Origini della Wolf Trap Farm
I primi registri di Fairfax County dicono che i lupi avrebbero scorazzato selvatici nell'area, e furono concessi premi per la loro cattura. Nel mese di agosto 1739 J.M. Warner pose il "Wolf Trap Creek", un ramo del torrente affluente Difficult Run, nella sua rilevazione, prova che il nome era stato utilizzato per oltre 270 anni. Nel corso dei secoli XVIII e XIX, la terra a Wolf Trap era stata più volte scambiata fra le famiglie ricche della zona di Fairfax, tra cui Bryan Fairfax, l'VIII Lord Fairfax di Cameron e amico di lunga data di George Washington. Nel 1930 Caterina Filene Shouse acquistò circa 53 acri (21 ettari) di terreno nella regione e scelse di mantenere il nome. Nel 1956 le sue partecipazioni comprendevano 168 acri (68 ettari).
La signora Shouse acquistò Wolf Trap per offrire ai suoi figli un fine settimana di riposo dalla loro casa a Georgetown, Washington DC. Ci crescevano mais, frumento, erba medica e avena per nutrire i loro polli, anatre, tacchini e mucche da latte. Allevavano cavalli, costruirono un fienile ed una stalla e aprirono un canile-allevamento per la produzione di campioni di razza boxer, pinscher in miniatura e Weimaraner. Durante questo periodo Shouse e suo marito, Jouett Shouse, avrebbero spesso ospitato grandi incontri sociali per gli amici, la famiglia e personaggi pubblici di rilievo, tra cui i generali Omar Bradley e George C. Marshall della seconda guerra mondiale e diversi membri della Conferenza Dumbarton Oaks nel 1944.

### Donazione del Wolf Trap al Congresso, 1966–1970
Nel 1966, dopo diversi incontri con il Segretario degli Interni Stewart Udall, la signora Shouse donò 60 acri (24 ettari) di terreno del Wolf Trap, oltre a 38 acri (15 ettari) dell'American Symphony Orchestra League, al governo degli Stati Uniti, un donazione che il Congresso successivamente accettò quell'anno. In una lettera al Congresso quell'anno, Udall sostenne che il Wolf Trap avrebbe "aumentato il parco e le opportunità di ricreazione nella regione della capitale nazionale e richiesto la spesa di solo un minimo di fondi federali." Il 28 maggio 1966 il senatore A. Willis Robertson della Virginia presentò un disegno di legge al Congresso per creare e finanziare Wolf Trap, che fu approvato con relativa facilità. Anche la signora Shouse offrì oltre $ 2 milioni di dollari per costruire il Filene Center per gli spettacoli.
Circa nello stesso periodo, anche il Kennedy Center ed il Merriweather Post Pavilion, altre due sale da concerto nelle vicinanze, erano corso di realizzazione, quindi c'erano alcune questioni al Congresso in merito ad un sovraccarico dell'area con un numero eccessivo di arti e locali di musica. Il portavoce George H. Fallon del Maryland, ad esempio, si oppose al disegno di legge Wolf Trap sulla base del fatto che avrebbe "avuto solo l'effetto di frazionare un mercato già piccolo" e sarebbe stato in "conflitto diretto" con il Kennedy Center e il Merriweather Post Pavilion. Tuttavia il Wolf Trap diventò e resta il primo e unico parco nazionale degli Stati Uniti dedicato alle arti dello spettacolo. Con questa collaborazione la signora Shouse divenne la prima persona a stabilire una partnership con il Governo degli Stati Uniti nel portare le arti dello spettacolo alla nazione.
Nel 1968 fu dato il via ai lavori per la costruzione del Filene Center e l'anno successivo il Wolf Trap tenne il suo primo concerto. In occasione della copertura del Centro si svolse una cerimonia fuori dal centro Filene nel maggio 1970, cui partecipò l'allora First Lady Pat Nixon.

### Le prime stagioni degli spettacoli
Lo spettacolo inaugurale del Wolf Trap avvenne l'1-2 giugno 1971 e presentò Van Cliburn, Julius Rudel che dirigevano la New York City Opera con Norman Treigle, nonché esibizioni della National Symphony Orchestra, la Choral Arts Society of Washington, la Banda della Marina degli Stati Uniti e le Madison Madrigal Singers.
Per le prime esibizioni al Filene Center Robert Lewis, fondatore dell'Actors Studio e acclamato regista di Broadway, fu scelto per condurre il programma di formazione e dirigere la produzione chiamata Musical Theatre Cavalcade. Con un programma multimediale creato da Leo Kerz, coreografia di Gemeze de Lappe e la direzione musicale di Johnny Green, Cavalcade era una storia del teatro musicale da L'opera del mendicante fino ad Hair. Pat Nixon, moglie del Presidente Richard Nixon, assistette allo spettacolo della serata di apertura e poi invitò l'intero cast alla Casa Bianca per un ricevimento.
Le prime dodici stagioni videro molti spettacoli ed eventi di importanza storica. Nel 1971, prodotto dal Consiglio Nazionale per le Arti tradizionali, il Festival Nazionale del Folk fu il primo evento del Wolf Trap ad utilizzare il terreno del parco (contro lo stesso Filene Center) per gli spettacoli e stabilì un precedente da imitare per altri eventi futuri al Wolf Trap.  Il 12 agosto dello stesso anno, Richard Nixon fu il primo presidente degli Stati Uniti a partecipare a una performance al Wolf Trap, assistendo all'esibizione della Compagnia del Wolf Trap nel "Musical Theater Cavacade". Nel 1976 lo Scottish Military Tattoo, un dono della Gran Bretagna per il Bicentenario, si esibì presso il Centro Filene per un pubblico importante, compreso il principe Filippo. Due anni più tardi, nel 1978, un gruppo di artisti della Repubblica Popolare Cinese intrattenne il pubblico del Wolf Trap con una troupe acrobatica e ballerini in uno dei primi scambi culturali tra la Cina e gli Stati Uniti. Dal 1971 fino ai primi anni 1980, il Festival Nazionale del Folk si è tenuto ogni anno a Wolf Trap.
Altri spettacoli importanti furono l'opera di Sarah Caldwell "Guerra e Pace", il Royal Ballet, la Preservation Hall Jazz Band, il concerto annuale della U.S. National Symphony Orchestra, con l' Ouverture 1812 con cannoni dal vivo e l'addio al 1981 di Beverly Sills.

### Cottage dei compositori, 1971–1979
Nel maggio 1971 furono sviluppati dei piani per la costruzione di una serie di villette per i compositori di tutto il parco, dove gli artisti dello spettacolo avrebbero potuto rimanere per un periodo temporaneo e lavorare pacificamente sulle rispettive opere. Anche se furono pianificate cinque case, solo una fu costruita. Una casa con due camere da letto fu donata da Edward R. Carr Jr., un agente immobiliare dell'area metropolitana e realizzata dagli studenti delle scuole superiori di Fairfax County; fu terminata e dedicata nel dicembre 1973. Nel corso dei successivi cinque anni, la casetta dei compositori ospitò diversi compositori degni di nota, tra cui Lester Trimble, Irwin Bazelon e Elie Siegmeister.
Nel 1979, però, un incendio la distrusse e non è mai stata ricostruita.

### 1982 Incendio del Filene Center
Mentre il Wolf Trap si stava preparando per la sua 12ª stagione, la tragedia colpì ancora una volta. Il 4 aprile 1982 un incendio di origine indeterminata, intensificata da alte raffiche di vento, distrusse il Filene Center.
Durante la ricostruzione del Filene Center, tra il 1982 e il 1984, il Wolf Trap ricevette $29 milioni in contributi e impegni da oltre 16.000 donatori in 47 stati e cinque paesi stranieri, tra cui una sovvenzione di $9 milioni dal Congresso e sostegno da parte dell'allora presidente Ronald Reagan e dagli ex presidenti Richard Nixon e Jimmy Carter. Anche la WETA-TV sponsorizzò tre ore di Telethon nazionale stellare che raccolse più di $390.000 per la ricostruzione del Filene Center.
Quasi immediatamente la Fondazione Wolf Trap, socio non-profit del parco, annunciò che ugualmente avrebbero effettuato la stagione 1982 nel Meadow Center, un'enorme tenda eretta nel vicino prato. La struttura prefabbricata, acquistata con fondi privati e governativi, fu smontata dal suo precedente sito negli Emirati Arabi Uniti e trasportata al Wolf Trap dal governo dell'Arabia Saudita. I volontari fornirono gran parte del lavoro per erigere la struttura.
All'indomani del fuoco, lo United States Postal Service emise un francobollo commemorativo in onore del Wolf Trap il 1º settembre 1982. Il francobollo è stato il primo di una serie in onore di una varietà di attrazioni culturali di Washington DC, tra cui la National Gallery of Art e il National Air and Space Museum.
La prima rappresentazione al Filene Center da poco ricostruito, dal titolo "Dedicato al Filene Center" si svolse il 20 giugno 1984. Tra i partecipanti la stella dell'opera e frequente esecutrice al Wolf Trap Beverly Sills, l'allora governatore della Virginia Charles Robb, così come la signora Shouse stessa.

### Wolf Trap oggi
Il Wolf Trap ospita una media di 95 a 97 spettacoli durante la sua stagione di spettacoli, che va da fine maggio a inizio settembre. Tuttavia, a causa di un minor numero di artisti in tour nel 2009, il Wolf Trap tenne solo 86 spettacoli e registrò un calo dei ricavi di circa il dieci per cento.
Il 24 settembre 2011, in collaborazione con il National Public Lands Day e la campagna della First Lady Michelle Obama Let's Move!, il Wolf Trap ha tenuto la sua prima edizione dell'evento "Muoviamoci con la musica al Wolf Trap!".
Dopo tour per 16 anni in Nord America, Riverdance ha avuto finalmente la sua rappresentazionen egli Stati Uniti il 17 luglio 2012 al Wolf Trap.

## Atto di autorizzazione
An Act of Congress
Public Law 89-671
89th Congress, S. 3423
October 15, 1966
An Act
To provide for the establishment of the Wolf Trap Farm Park in Fairfax County, Virginia, and for other purposes.
Be it enacted by the Senate and House of Representatives of the United States of America in Congress assembled, that for the purpose of establishing in the National Capital area a park for the performing arts and related educational programs, and for recreation use in connection therewith, the Secretary of the Interior is authorized to establish, develop, improve, operate, and maintain the Wolf Trap Farm Park in Fairfax County, Virginia. The park shall encompass the portions of the property formerly known as Wolf Trap Farm and Symphony in Fairfax County, Virginia, to be donated for park purposes to the United States, and such additional lands or interests therein as the Secretary may acquire for purposes of the park by donation or purchase with donated or appropriated funds, the aggregate of which shall not exceed one hundred and forty-five acres.
Sec. 2. The Secretary of the Interior shall administer the park in accordance with the provisions of section 1 of this Act and the Act of August 25, 1916 (39 Stat. 535; 16 U.S.C. 1–4), as amended and supplemented.
Sec. 3. There are authorized to be appropriated such sums as may appropriation be necessary, but not in excess of $600,000, per annum to carry out the purposes of this Act.
Approved October 15, 1966.
Un atto
Per provvedere alla fondazione del Wolf Trap Farm Park a Fairfax County, Virginia, e per altri scopi.
Viene decretato dal Senato e dalla Camera dei Rappresentanti degli Stati Uniti d'America nel Congresso assemblata, che, ai fini di stabilire nella zona della capitale nazionale un parco per le arti dello spettacolo e relativi programmi educativi e per uso ricreativo in relazione ad essa, il Ministro degli interni è autorizzato a stabilire, sviluppare, migliorare, gestire e mantenere il Wolf trap Farm Park a Fairfax County, Virginia. Il parco è destinato a raccogliere le quote della ex proprietà precedentemente nota come Wolf Trap Farm e Symphony a Fairfax County, Virginia, per essere donati per lo scopo di un parco negli Stati Uniti e queste terre addizionali o interessi in questo posto il Ministro può acquisire ai fini del parco per donazione o acquisto con i fondi donati o stanziati, l'aggregato dei quali non deve essere superiore a centoquarantacinque acri.
Sez. 2. Il Segretario degli Interni amministra il parco in conformità con le disposizioni della sezione 1 della presente legge e la legge del 25 agosto 1916 (39 Stat 535;. 16 U.S.C. 1-4), come modificato ed integrato.
Sez. 3. Sono autorizzati a stanziare tali somme quando fosse necessario stanziarle, ma non al di sopra di $ 600.000 per anno per realizzare le finalità della presente legge.
Approvato 15 ottobre 1966.